# George Mikan
George Lawrence Mikan, Jr. (Joliet, Illinois, 18 de junio de 1924-Scottsdale, Arizona, 1 de junio de 2005) fue un jugador de baloncesto estadounidense que destacó en la década de 1950 jugando durante siete temporadas en la NBA, todas ellas en las filas de los Minneapolis Lakers y una más en la NBL, en los Chicago American Gears. Jugando siempre con unas gruesas gafas redondas, este jugador de 2,08 metros de altura y 111 kilos está considerado la primera «superestrella» de la liga profesional estadounidense, redefiniendo el juego de los denominados hombres altos con su lanzamiento de gancho ambidiestro, producto de su propia técnica de entrenamiento. Recibió el apodo de "Mr. Basketball".
Mikan tuvo una exitosa carrera como jugador, ganando siete campeonatos de la NBL, la BAA y la NBA, un MVP del All-Star Game, tres títulos de máximo anotador del campeonato y jugó en cuatro ocasiones el All-Star Game y fue elegido en 6 ocasiones en el mejor quinteto de la liga. Fue tan dominante que causó el cambio de varias reglas del juego, entre ellas la ampliación de la "zona de personal" (conocida como la "Regla Mikan") y la introducción del reloj de 24 segundos.
Tras su carrera profesional, Mikan llegó a ser uno de los fundadores de la American Basketball Association (ABA), siendo comisionado de esa liga, y fue también vital para el nacimiento de la franquicia de los Minnesota Timberwolves. En sus últimos años de vida, se vio inmerso en una batalla judicial contra la NBA luchando en favor de las pensiones de los jugadores retirados, cuando la liga no era tan lucrativa como en la actualidad. Falleció tras una larga lucha contra la diabetes.
Por sus proezas, Mikan fue incluido en el Basketball Hall of Fame en 1959, formó parte de los equipos del 25 y 35 aniversario de la NBA, de los 50 mejores jugadores de la historia de la NBA elegidos en 1996 y en el equipo del 75 aniversario de 2021. Desde abril de 2001, una estatua suya lanzando su tradicional gancho preside el vestíbulo del estadio Target Center de Minnesota.

## Trayectoria deportiva

### Inicios
George Mikan nació en Joliet, Illinois de padres croatas con raíces en Vivodina, cerca de Karlovac. De niño, se destrozó la rodilla de tal manera que tuvo que permanecer en cama postrado durante año y medio. En 1938 ingresó en el Seminario del Arzobispazgo de Quigley, queriendo en un principio ser sacerdote, pero al poco tiempo se trasladó a la Escuela Católica de Joilet. A los once años pasaba sus ratos libres jugando a baloncesto en su vecindario con su abuela, que actuaba como árbitro. No aparentaba estar destinado a ser un atleta, y de hecho no practicó deporte alguno en su etapa de instituto hasta su temporada sénior.
En uno de los partidos, Quigley se enfrentó a uno de los equipos más fuertes del estado, St. Leo's. Paul Mattei, máximo responsable del departamento de deportes de la universidad De Paul, acudió para seguir a uno de los jugadores de St. Leo's, pero no pudo evitar fijarse en aquel joven y largirucho muchacho con gafas. Mikan anotó 24 puntos mostrándose muy superior a sus rivales, y su equipo ganó el partido. Al término del mismo se le acercó y le dijo que, si quería jugar en la universidad, él le ofrecía una beca para hacerlo en De Paul. Mikan aceptó, pero no quiso decírselo a sus padres, que se enterarían meses después por la prensa.
Cuando accedió a la Universidad DePaul en 1942, era un tipo con movimientos torpes debido a su constitución, ya que medía 2,08 metros y pesaba 110 kilos, llevando además unas aparatosas gafas a causa de su miopía.

### Universidad

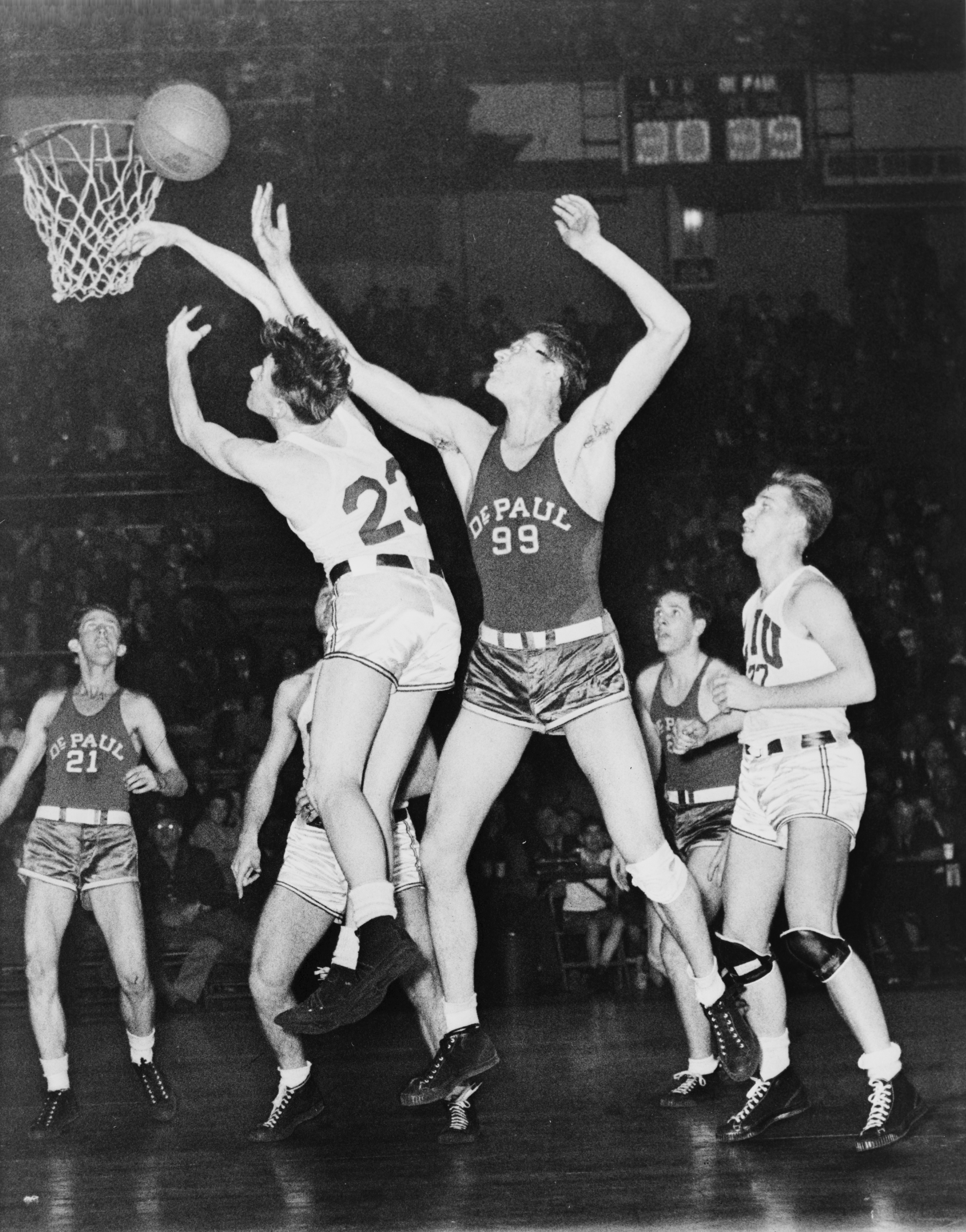
Mikan, en su etapa en DePaul.

Sin embargo, Mikan se encontró en los Blue Demons con un entrenador novato de 28 años, Ray Mayer, quien vio potencial en el brillante e inteligente, pero también tímido y torpe jugador. Puesto en perspectiva, los pensamientos de Meyer fueron revolucionarios, ya que el sentido común dictaba que los hombres altos eran demasiado torpes para jugar bien al baloncesto. En los meses siguientes, transformó a Mikan en un hombre seguro de sí mismo, un jugador agresivo que se enorgullecía de su altura en vez de sentirse intimidado por ello. Meyer y Mikan trabajaron con intensidad, y Mikan aprendió a realizar ganchos con ambas manos. Esta rutina acabó conociéndose como "el ejercicio Mikan". Además, Meyer hizo que Mikan practicara con un saco de boxeo, tomara lecciones de baile y practicara con una comba hasta convertirlo en un verdadero atleta.
En su primer año en la NCAA, Mikan dominó a sus adversarios. Intimidaba a sus oponentes con su altura y su envergadura, siendo imparable en ataque debido a su perfeccionado gancho, ganándose pronto una reputación en la liga de uno de los más fuertes y resolutivos jugadores de la misma, ya que llegó a jugar arrastrando lesiones y castigaba a los pívots oponentes con duras faltas. Además, desarrolló una habilidad especial para sacar el balón antes de que cayera a canasta, gracias a su gran salto vertical, algo que hoy en día está penalizado cuando el balón esté en trayectoria descendente. 

"El equipo estableció defender siempre en zona, con cuatro jugadores repartidos por la zona y yo protegiendo la canasta. Cuando el equipo contrario lanzaba a canasta, yo solo tenía que saltar e impedir que entrara el balón".

 Como consecuencia de ello, tanto la NCAA como la NBA cambiaron las normas, e impidieron este tipo de jugadas.
Mikan fue elegido en dos ocasiones Mejor Jugador de la NCAA, en 1945 y 1946, y nombrado en tres ocasiones All-American, llevando a DePaul a ganar el título del NIT en 1945, siendo nombrado mejor jugador de dicho torneo tras anotar 120 puntos en 3 partidos, incluidos 53 a la Universidad de Rhode Island, en un partido que acabó 97-53, consiguiendo los mismos puntos que todo el equipo rival. Lideró el país en anotación con 23,9 puntos por partido en la temporada 1944-45 y con 23,1 al año siguiente.

#### Estadísticas
| Año     | Edad  | Equipo | PJ | PT | MPP | TC  | TLI | TL  | %TL  | RPP | APP | ROB | TP   | PPP  |
| ------- | ----- | ------ | -- | -- | --- | --- | --- | --- | ---- | --- | --- | --- | ---- | ---- |
| 1942-43 | 18    | DePaul | 24 |    |     | 97  | 77  | 111 | .694 |     |     |     | 271  | 11.3 |
| 1943-44 | 19    | DePaul | 26 |    |     | 188 | 110 | 169 | .651 |     |     |     | 486  | 18.7 |
| 1944-45 | 20    | DePaul | 24 |    |     | 218 | 122 | 199 | .613 |     |     |     | 558  | 23.3 |
| 1945-46 | 21    | DePaul | 24 |    |     | 206 | 143 | 186 | .769 |     |     |     | 555  | 23.1 |
| Total   | Total | Total  | 98 |    |     | 709 | 452 | 665 | .680 |     |     |     | 1870 | 19.1 |

### Profesional

#### Chicago American Gears (1946-1947)

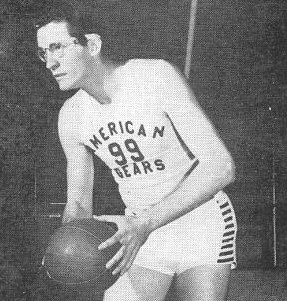
George Mikan en su etapa con los Chicago American Gears.

Su primera incursión en el profesionalismo fue en la desaparecida NBL, National Basketball League, en el equipo de Chicago American Gears. Jugó únicamente los últimos 7 partidos de la fase regular, consiguiendo promediar 16,5 puntos por partido, algo insólito para un novato, siendo pieza clave para la consecución del título de liga tras ganar en la final a los Rochester Royals por 3 victorias a 1. Mikan fue elegido mejor jugador tras anotar 100 puntos en 5 partidos, siendo incluido también en el mejor quinteto de la liga.
Sin embargo, antes del comienzo de la temporada 1947-48, el propietario de los Gears sacó al equipo de la liga. Su intención era la de crear una nueva competición, denominada Professional Basketball League of America (Liga de Baloncesto Profesional de América), con 24 equipos, en la cual él sería el propietario de todos los equipos y de sus pabellones. Pero la liga desapareció tras un mes de competición, y los jugadores de los equipos de White se redistribuyeron entre los 11 equipos que permanecieron en la NBL. Mikan recaló en los Minneapolis Lakers.

#### Minneapolis Lakers en la NBL y la BAA (1947-1949)
En la temporada 1947-48, Mikan llevó por primera vez en la camiseta el número 99 que le haría famoso, coincidiendo con otros dos grandes jugadores de la época, el saltarín Jim "The Kangaroo Kid" Pollard y el completo Vern Mikkelsen, con los que formaría una de las tripletas de hombres altos más temibles del baloncesto profesional. Bajo la tutela de su entrenador John Kundla, Mikan promedió 21,3 puntos en la liga regular. El hecho de jugar sus partidos en casa en el Minneapolis Auditorium también influyó en su juego, ya que era un par de metros más estrecho que otras canchas, lo que favorecía el juego interior. Favorecidos por su dominante juego cercano al aro, los Lakers dominaron la División Oeste. Llegaron con facilidad a la final, derrotando a los Rochester Royals por 3-1 en las finales, en las cuales promedió 27,5 puntos por partido.
Antes de que comenzara la temporada 1948-49, los Minneapolis Lakers, los Rochester Royals, los Fort Wayne Zollner Pistons y los Indianapolis Kautskys se fueron a la liga rival, la BAA. La ventaja de esta liga para los equipos residía en el hecho de que gran parte de las franquicias de la misma estaban situadas en grandes ciudades, como los New York Knicks, los Boston Celtics, los Philadelphia Warriors o los Chicago Stags, lo cual incrementaba las opciones de obtener beneficios. Tras la adición de estos cuatro equipos, la BAA contaba ya con jugadores mediáticos de la clase de Mikan, Pollard, Mikkelsen y otros más que incrementarían la atracción del público por la misma.
Esa temporada Mikan consiguió promediar 28,3 puntos y 3,6 asistencias por partido, consiguiendo la tercera parte de los puntos de su equipo y ganando el título de máximo anotador por un amplio margen de diferencia. Además de Mikan, únicamente otros dos jugadores superaron los 20 puntos por partido, el jugador de los Warriors Joe Fulks, que fue uno de los precursores del lanzamiento en suspensión, y el jugador de Chicago Max Zaslofsky.
El 14 de diciembre de 1949, los Lakers visitaron en Madison Square Garden de Nueva York, para jugar contra los Knicks. Ese día, en el cartel luminoso del exterior del Garden se advertía en grandes letras: "WED BASKETBALL GEO MIKAN V/S KNICKS" (El miércoles, baloncesto. George Mikan contra los Knicks). Así que cuando Mikan entró al vestuario antes del partido, se sorprendió al ver al resto de sus compañeros todavía vestidos de calle, bromeando:

"Han anunciado que tú juegas contra los Knicks, así que sal y juega. Nosotros te esperamos aquí".

 Esta llegó a ser una de las más grandes anécdotas en la carrera de Mikan.
Los Lakers llegaron sin mayores dificultades a las Finales de 1949, donde se encontraron con los Washington Capitols, entrenados entonces por Red Auerbach. Rápidamente tomaron ventaja en la eliminatoria, adelantándose 3-0. Pero en el cuarto encuentro Mikan se rompió la muñeca, aprovechando la situación los Capitols para ganar su primer partido de la serie. Ganaron también el quinto, a pesar de que Mikan anotó 22 puntos jugando con su brazo vendado. Sin embargo, en el sexto partido, los Lakers lograron un convincente 77-56, ganando el campeonato de la BAA. Mikan promedió en las series 30,3 puntos por partido, a pesar de su lesión.

#### Minneapolis Lakers en la NBA (1949-1956)
Tras esa temporada, la BAA y la NBL se fusionaron, dando lugar a la actual NBA. En la temporada inaugural, la 1949-50, se inició con 17 equipos, con los Lakers situados en la División Central. Mikan siguió siendo un jugador dominante, promediando 27,4 puntos y 2,9 asistencias por partido. Solo Alex Groza, de los Indianapolis Olympians, superó también la barrera de los 20 puntos esa temporada. Tras liderar sin problemas durante la fase regular, con un impresionante balance de 51 victorias y 17 derrotas, se plantaron en las Finales, donde se encontrarían con Syracuse Nationals. El primer partido de las mismas tuvo un final inesperado, ya que el base suplente de los Lakers, Bob Harrison anotó una canasta sobre la bocina desde 12 metros, dando la primera victoria a los de Minneapolis. La serie se resolvió finalmente a favor de los Lakers, ganando el sexto partido por 110-95 y consiguiendo su primer título de la NBA. Mikan contribuyó al éxito anotando una media de 31,3 puntos en los playoffs.
En la temporada 1950-51 Mikan fue de nuevo un jugador dominante, consiguiendo un récord en su carrera profesional al promediar 28,4 puntos por partido en la liga regular, siendo de nuevo el máximo anotador, además de repartir 3,1 asistencias por encuentro. Ese año la liga añadió una nueva estadística, la de los rebotes, quedando en segunda posición con 14,1 por partido, solo por detrás del jugador de los Nats Dolph Schayes, que consiguió 16,4.
Ese año, Mikan participó en uno de los partidos más sorprendentes jamás jugados en la historia de la NBA. Los Fort Wayne Pistons se enfrentaban a los Lakers, poniéndose en un momento del partido por delante en el marcador, 19-18. Temerosos de que Mikan robara el balón y montara un contraataque, los Pistons se dedicaron a pasarse el balón sin intentar en ningún momento llegar a canasta. Como todavía no se había instaurado el reloj de 24 segundos, el tiempo fue pasando, acabando el partido con ese resultado. Mikan fue indirectamente responsable de que la liga añadiera la norma de posesión cuatro años más tarde. Como dato curioso, decir que Mikan batió ese día un récord que probablemente permanezca siempre, y es que consiguió 15 de los 18 puntos de su equipo, un 83,3% del total.

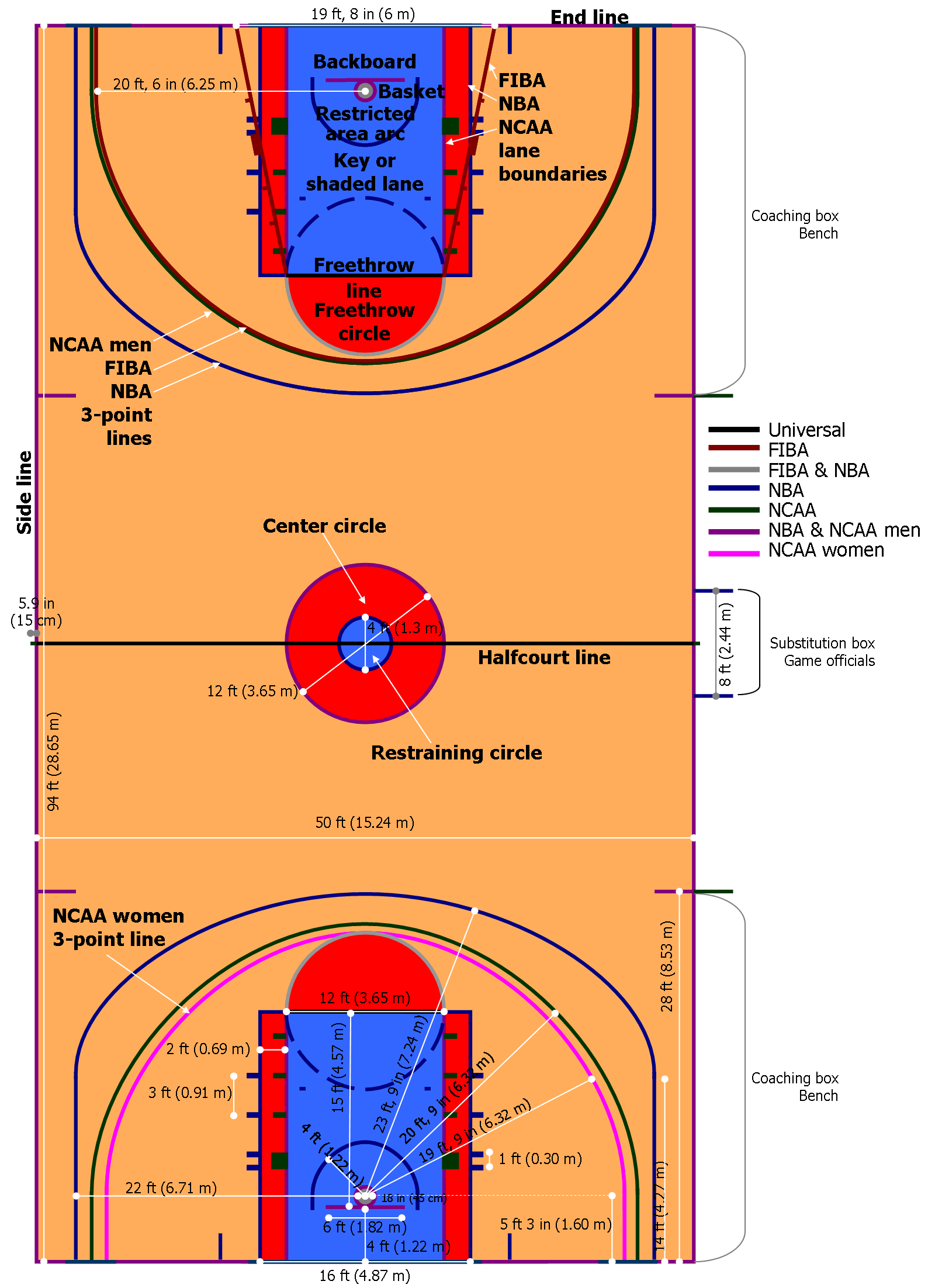
Marcada en azul, la zona de 3 segundos que se amplió a 3,60 metros, dando lugar a la denominada "Regla Mikan".

Los Lakers dominaron con comodidad la liga regular, acabando primeros de la División Oeste. En los playoffs ganaron en semifinales de división a Indianapolis Olympians por 2-1, pero en la siguiente ronda Mikan se rompió la pierna, dejando a su equipo muy mermado, perdiendo ante Rochester Royals por 3-1.
En la temporada 1951-52 la NBA decidió ensanchar el límite de la zona de 3 segundos de debajo de canasta de 1,80 a 3,60 metros, forzando a los hombres altos como Mikan a jugar más alejados del aro, al doble de distancia que antaño, para evitar ser sancionados con 3 segundos. Uno de los impulsores de esta nueva norma fue Joe Lapchick, entrenador de New York Knicks, recordando el daño que les había hecho en partidos anteriores el jugador de los Lakers. La regla se conoció como "The Mikan Rule". Este cambio en la norma lo notó mucho Mikan, quien pasó a promediar 23,8 puntos por partido, casi cuatro puntos menos que la temporada anterior, mientras que su porcentaje de acierto bajó de un 42,8 a un 38,5%. Donde no bajó sus cifras fue en rebotes, liderando la liga con 13,5 capturas por noche. Su mejor partido lo jugó ante Rochester Royals, en el cual tras dos prórrogas, colaboró en la victoria de su equipo con 61 puntos, la segunda mejor marca de la historia en ese momento tras los 63 conseguidos por Joe Fulks en 1949, doblando además al resto de compañeros, ya que entre todos ellos anotaron solamente 30 puntos. En el All-Star de 1952 consiguió también una gran actuación, con 26 puntos y 15 rebotes en la derrota de su equipo, el Oeste.
En los Playoffs de 1952 los Lakers llegaron a la final tras eliminar a Indianapolis Olympians y Rochester Royals en las eliminatorias previas, enfrentándose a los New York Knicks. Esta final está considerada como una de las más extrañas de la historia de la liga, ya que ninguno de los dos equipos pudo disputar en su propio terreno de juego los seis primeros partidos. El Minneapolis Auditorium ya estaba reservado esas fechas, mientras que el Madison Square Garden estaba ocupado por el Circo Ringling. Los Lakers tuvieron que disputar sus partidos en la ciudad de Saint Paul mientras que los Knicks tuvieron que utilizar el húmedo pabellón de la armería del 69 regimiento. Mikan sufrió durante toda la serie una defensa doble por parte de los knicks Nat Clifton y Harry Gallatin, por lo que la responsabilidad ofensiva recayó sobre Vern Mikkelsen. Tras empatar a 3 en los 6 convulsos primeros partidos, el séptimo y definitivo se jugó por fin en el Auditorium de Minnesota, ganando los Lakers con claridad por 82-65, obteniendo como recompensa 7500 dólares a repartir entre los jugadores.
Al año siguiente, en la temporada 1952-53, Mikan promedió 20,6 puntos y su récord personal de rebotes en una temporada, 14,4 por partido, encabezando la lista de máximos reboteadores del torneo. Fue incluido además en el mejor quinteto de la NBA por quinto año consecutivo. En febrero participó en el All-Star, dominando con 22 puntos y 16 rebotes, siendo elegido MVP del partido. En los playoffs, los Lakers llegaron nuevamente a las finales, derrotando de nuevo a los Knicks en las mismas, esta vez con más contundencia y facilidad, por 4 victorias a 1.
En la temporada 1953-54 comenzó un lento declive en el juego de Mikan. Con 29 años cumplidos, promedió ese año 18,1 puntos, 14,3 rebotes y 2,4 asistencias. Aun así, fue el máximo anotador del equipo, casi doblando a sus compañeros Jim Pollard y Vern Mikkelsen. Bajo su liderazgo, los Lakers volvieron a ganar el título en las Finales de 1954 derrotando a Syracuse Nationals por 4-3, ganando el tercer título consecutivo y el quinto en seis años, siendo el único en que fallaron el que Mikan sufrió su lesión en la pierna. Desde una perspectiva histórica, los Minneapolis Lakers de los años 50 solamente han sido superados por los grandes Boston Celtics de los 7 títulos en la década de los 60.
Tras finalizar la temporada, Mikan sorprendió al mundo del baloncesto anunciando su retirada. Dijo:

"Tengo una familia que va creciendo, y he decidido estar con ellos. Siento que es el momento de comenzar una nueva vida al margen del baloncesto".

 Las lesiones también influyeron en su decisión, ya que desde que comenzó a jugar profesionalmente se rompió 10 huesos y recibió en 16 ocasiones puntos de sutura, jugando a menudo arrastrando dichas lesiones. Sin Mikan, los Lakers alcanzaron los playoffs, pero perdieron en las Finales de División ante Fort Wayne Pistons.
A mediados de la temporada 1955-56 volvió a sorprender a todo el mundo anunciando su regreso. Jugó durante 37 partidos, pero sin embargo, su larga ausencia le hizo mella. Promedió tan solo 10,5 puntos, 8,3 rebotes y 1,3 asistencias, cayendo su equipo en la primera ronda de playoffs ante St. Louis Hawks. Esto hizo que la decisión de retirarse definitivamente se precipitara.
Mikan fue incluido en la sesión inaugural en el Basketball Hall of Fame, en 1959, y fue declarado como mejor jugador de la primera mitad del siglo por la Associated Press. En el total de su carrera promedió 23,1 puntos y 13,4 rebotes por partido. Como dato anecdótico, nunca fue considerado MVP porque ese título no se empezó a otorgar en la NBA hasta 1956, año en el que se retiró Mikan.

## Estadísticas de su carrera en la NBA
|  | Campeones de la NBA |
|  | Líder de la liga    |

### Temporada regular
| Temp.    | Equipo      | PJ  | MPP  | %TC  | %TL  | RPP  | APP | PPP  |
| -------- | ----------- | --- | ---- | ---- | ---- | ---- | --- | ---- |
| 1948–49  | Minneapolis | 60  | –    | .416 | .772 | –    | 3.6 | 28.3 |
| 1949–50  | Minneapolis | 68  | –    | .407 | .779 | –    | 2.9 | 27.4 |
| 1950–51  | Minneapolis | 68  | –    | .428 | .803 | 14.1 | 3.1 | 28.4 |
| 1951–52  | Minneapolis | 64  | 40.2 | .385 | .780 | 13.5 | 3.0 | 23.8 |
| 1952–53  | Minneapolis | 70  | 37.9 | .399 | .780 | 14.4 | 2.9 | 20.6 |
| 1953–54  | Minneapolis | 72  | 32.8 | .380 | .777 | 14.3 | 2.4 | 18.1 |
| 1955–56  | Minneapolis | 37  | 20.7 | .395 | .770 | 8.3  | 1.4 | 10.5 |
| Total    | Total       | 439 | 34.4 | .404 | .782 | 13.4 | 2.8 | 23.1 |
| All-Star | All-Star    | 4   | 25.0 | .350 | .815 | 12.8 | 1.8 | 19.5 |

### Playoffs
| Temp. | Equipo      | PJ | MPP  | %TC  | %TL  | RPP  | APP | PPP  |
| ----- | ----------- | -- | ---- | ---- | ---- | ---- | --- | ---- |
| 1949  | Minneapolis | 10 | –    | .454 | .802 | –    | 2.1 | 30.3 |
| 1950  | Minneapolis | 12 | –    | .383 | .788 | –    | 3.0 | 31.3 |
| 1951  | Minneapolis | 7  | –    | .408 | .800 | 10.6 | 1.3 | 24.0 |
| 1952  | Minneapolis | 13 | 42.5 | .379 | .790 | 15.9 | 2.8 | 23.6 |
| 1953  | Minneapolis | 12 | 38.6 | .366 | .732 | 15.4 | 1.9 | 19.8 |
| 1954  | Minneapolis | 13 | 32.6 | .458 | .813 | 13.2 | 1.9 | 19.4 |
| 1956  | Minneapolis | 3  | 20.0 | .371 | .769 | 9.3  | 1.7 | 12.0 |
| Total | Total       | 70 | 36.6 | .404 | .786 | 13.9 | 2.2 | 24.0 |

## Vida posterior
En 1956 fue el candidato del Partido Republicano al Congreso de los Estados Unidos en el tercer congreso del distrito de Minnesota. Se enfrentó en una dura votación al candidato demócrata Roy Wier, un hombre de 69 años y con la experiencia en política de la que carecía Mikan, perdiendo por un estrecho margen al recibir 117.716 votos por los 127.356 de su rival. A pesar de no sentir amargura por su derrota, sí que se sintió en un momento dado traicionado, ya que esperaba que esa incursión en la política le supusiera una avalancha de clientes en su despacho de abogado, pero no fue así. Durante 6 meses no obtuvo ingreso alguno, dejando su situación económica al borde de la ruina, y teniendo que recurrir a recibir dinero de su seguro de vida.
Las cosas tampoco le fueron bien en su regreso al baloncesto profesional. En la temporada 1957-58 de la NBA el entrenador de los Lakers John Kundla fue nombrado director general, persuadiendo a Mikan para que se hiciera cargo del banquillo del equipo como entrenador. Sin embargo, fue un movimiento desastroso, ya que los Lakers comenzaron la liga con un muy mal balance de 9 victorias y 30 derrotas antes de que Mikan renunciara devolviendo las funciones a Kundla. Tras ese tropiezo, decidió regresar a su carrera de abogado, manteniendo su gran familia con 6 hijos, especializándose en empresas e inmuebles. Además de todo ello, compró y reformó edificios en Minneapolis.

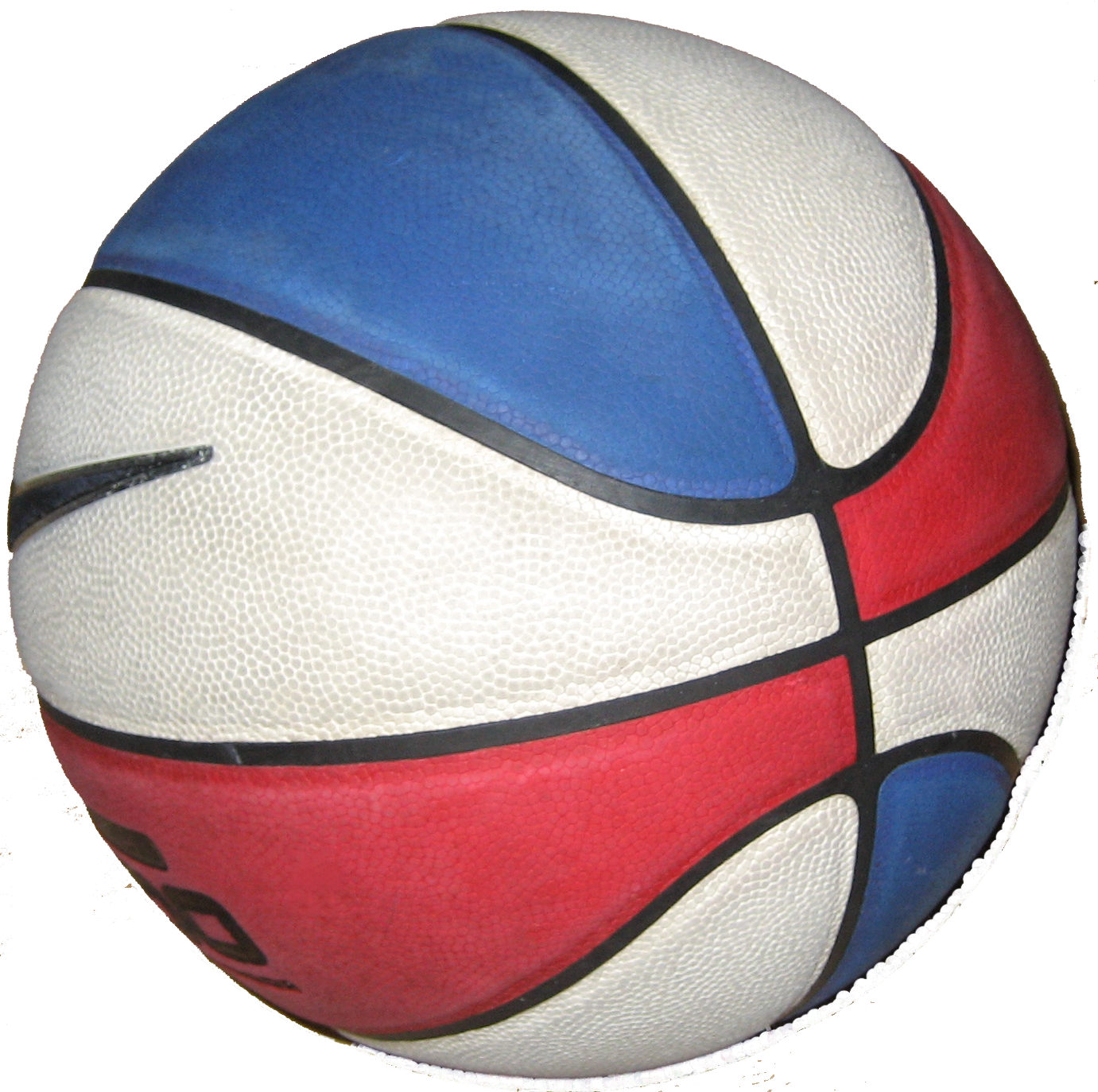
El balón tricolor, característico de la ABA.

En 1967 regresó de nuevo al mundo del baloncesto profesional, llegando a ser el primer comisionado de la American Basketball Association, una liga rival de la NBA. Para atraer a los aficionados a su liga, Mikan inventó la línea de 3 puntos y el característico balón tricolor con los colores de la bandera de los Estados Unidos, que él pensaba que era más patriótico, que quedaba mejor en televisión y que era más del gusto del público que el de color marrón de la NBA. Retirado de la ABA en 1969, desapareció de la vida pública, pero dedicó su empeño en conseguir un equipo profesional para la ciudad de Minnesota, décadas después de que los Lakers se trasladaran a Los Ángeles y después de la desaparición de los Minnesota Muskies y Minnesota Pipers de la ABA. Al final se salió con la suya, liderando la creación de una nueva franquicia, los Minnesota Timberwolves en la temporada 1989-90.
En sus últimos años Mikan luchó contra la diabetes, sufriendo además fallos renales y padeciendo finalmente la amputación de su pierna derecha a la altura de la rodilla por causas de su enfermedad. Cuando su seguro dejó de pagar, tuvo que enfrentarse a graves problemas financieros. Tuvo una dura batalla legal contra la NBA y el sindicato de jugadores de la liga, protestando por los 1700 dólares que recibían de pensión los jugadores retirados antes de 1965. Junto a Mel Davis, de la Asociación de Jugadores Retirados de la NBA, la batalla continuó, y Mikan esperaba llegar vivo cuando se firmara un nuevo convenio colectivo que finalmente reivindicara a los de su generación. En 2005, sin embargo, su estado de salud se agravó considerablemente.

## Legado
Mikan está considerado como el pionero del baloncesto moderno. Fue el pívot por antonomasia, consiguiendo 11.764 puntos, con una media de 22,6, a lo largo de su trayectoria profesional, retirándose como líder histórico de anotación. Además, promedió 13,4 rebotes y 2,8 asistencias en 520 partidos de la NBL, BAA y NBA. Como indicativo de su fiereza natural, lideró también la liga en 3 ocasiones en faltas personales. Ganó 7 campeonatos de la BAA y la NBA, un trofeo al MVP del All-Star Game, 3 títulos de máximo anotador de la liga y fue elegido para jugar los 4 primeros All-Star y los primeros 6 combinando las dos ligas. Además de ser elegido el mejor jugador de la primera mitad del siglo XX, fue incluido en los equipos del 25 y el 35 aniversario de la NBA en 1970 y 1980 respectivamente, y en 1996 elegido como uno de los 50 mejores jugadores de la historia de la NBA con motivo del 50 aniversario de la liga. El impacto de Mikan en el juego también se ve reflejado en el denominado "Mikan Drill", hoy en día un ejercicio todavía vigente para los pívots en los entrenamientos.
Además, cuando la superestrella Shaquille O'Neal fichó por los Lakers, la revista Sports Illustrated lo sacó en su portada de noviembre de 1996 junto al propio Mikan y a Kareem Abdul-Jabbar, denominándolos "jugadores de leyenda". Como homenaje al jugador, desde abril de 2001 hay una estatua suya en el vestíbulo del Target Center de Minneapolis, mientras que del techo del Staples Center de Los Ángeles cuelga una banderola conmemorando los éxitos de Mikan y sus compañeros en los Lakers.

### Cambios en las reglas
Mikan llegó a ser tan dominante en su época que algunas reglas tuvieron que cambiarse por su culpa. En concreto, la zona de 3 segundos duplicó su anchura para evitar que los hombres altos vivieran debajo del aro. Además, tuvo mucha influencia en la introducción de la regla de 24 segundos, y de la de no poder taponar un balón encontrándose en trayectoria descendiente.
Fue también responsable directamente de la introducción de la línea de tres puntos en la ABA, que posteriormente adoptarían tanto la NBA, la NCAA y la FIBA, y de la introducción del balón tricolor, que en la actualidad se emplea en la WNBA y en el concurso de triples de la NBA como balón que puntúa doble. Además, fue parte fundamental de la creación de la franquicia de los Minnesota Timberwolves.

## Vida personal
Se casó en 1947 con su novia de toda la vida, Patricia, con quien estuvo durante cincuenta y ocho años hasta la fecha de su fallecimiento. Tuvieron seis hijos, cuatro chicos, Larry (George Lawrence Mikan III), Terry, Patrick y Michael, y dos chicas, Trisha y Maureen. Durante toda su vida fue universalmente conocido como el típico «gigante amable», según palabras del antiguo comisionado de la NBA, David Stern: 

"(Mikan) tenía la habilidad de ser un fiero competidor en la cancha y un amable gigante fuera de ella. Puede que nunca lleguemos a ver otro hombre que cause tanto impacto como él en el juego del baloncesto, y representándolo con tanta calidez y tanta elegancia".

En sus últimos años de vida desarrolló una diabetes severa, además de problemas en los riñones, que finalmente hicieron que le fuera amputada su pierna derecha a la altura de la rodilla. Para pagar los costes de las facturas médicas, se vio forzado a vender la mayoría de sus trofeos y sus recuerdos. Su pensión procedente de la NBA era de 1700 dólares al mes. En 2005, una herida que no terminó de curar complicó más aún su estado de salud, ya de por sí muy deteriorado.

### Fallecimiento
Mikan falleció el 1 de junio de 2005 en Scottsdale, Arizona, a punto de cumplir los 81 años de edad, debido a complicaciones en su diabetes además de otros achaques. Su hijo Terry informó de que había estado recibiendo diálisis tres veces por semana durante sus últimos cinco años de vida.
La muerte de Mikan fue muy llorada en el mundillo del baloncesto, y atrajo la atención de los medios por su lucha en favor de sus excompañeros de la NBA por motivos financieros. Muchos comentaristas sintieron que los jugadores actuales de la época de la bonanza económica deberían pelear por conseguir que los jugadores retirados antes de 1965 pudieran aprovecharse de los años dorados de la liga. Otra gran estrella de los Lakers, Shaquille O'Neal, se ofreció para pagar el funeral de Mikan. «Sin el número 99 (Mikan), yo no soy yo», dijo en aquella ocasión. Antes del quinto partido de las finales de la Conferencia Este entre Miami Heat y Detroit Pistons se guardó un minuto de silencio en su honor. Otro de los grandes de la época, Bob Cousy, remarcó que Mikan llevó literalmente la liga sobre sus hombros en los primeros años, y él solo se valió para hacer la liga creíble y popular.

## Logros y reconocimientos
Universidad
- 2× Helms Player of the Year (1944, 1945)
- Sporting News Player of the Year (1945)
- 3× Mejor quinteto NCAA All-American (1944–1946)

NBL
- 2× Campeón de la NBL (1947, 1948)
- NBL Most Valuable Player (1948)
- 2× Mejor quinteto de la NBL (1947, 1948)
- Líder de anotación de la NBL (1948)

NBA
- 5× Campeón BAA/NBA (1949, 1950, 1952, 1953, 1954)
- 4× NBA All-Star (1951–1954)
  - NBA All-Star Game MVP (1953)
- 6× Mejor quinteto de la BAA-NBA (1949–1954)
- 3× Líder de anotación de la NBA (1949–1951)
- Líder de rebotes de la NBA (1953)

Honores
- Mejor jugador de la primera mitad de siglo XX (1950)
- Equipo del 25 aniversario de la NBA (1970)
- Equipo del 35 aniversario de la NBA (1980)
- 50 mejores jugadores en la historia de la NBA (1996)
- Dorsal n.º 99 retirado por Los Angeles Lakers
- Dorsal n.º 99 retirado por DePaul Blue Demons
- Equipo del 75 aniversario de la NBA (2021)